# Yvette Horner

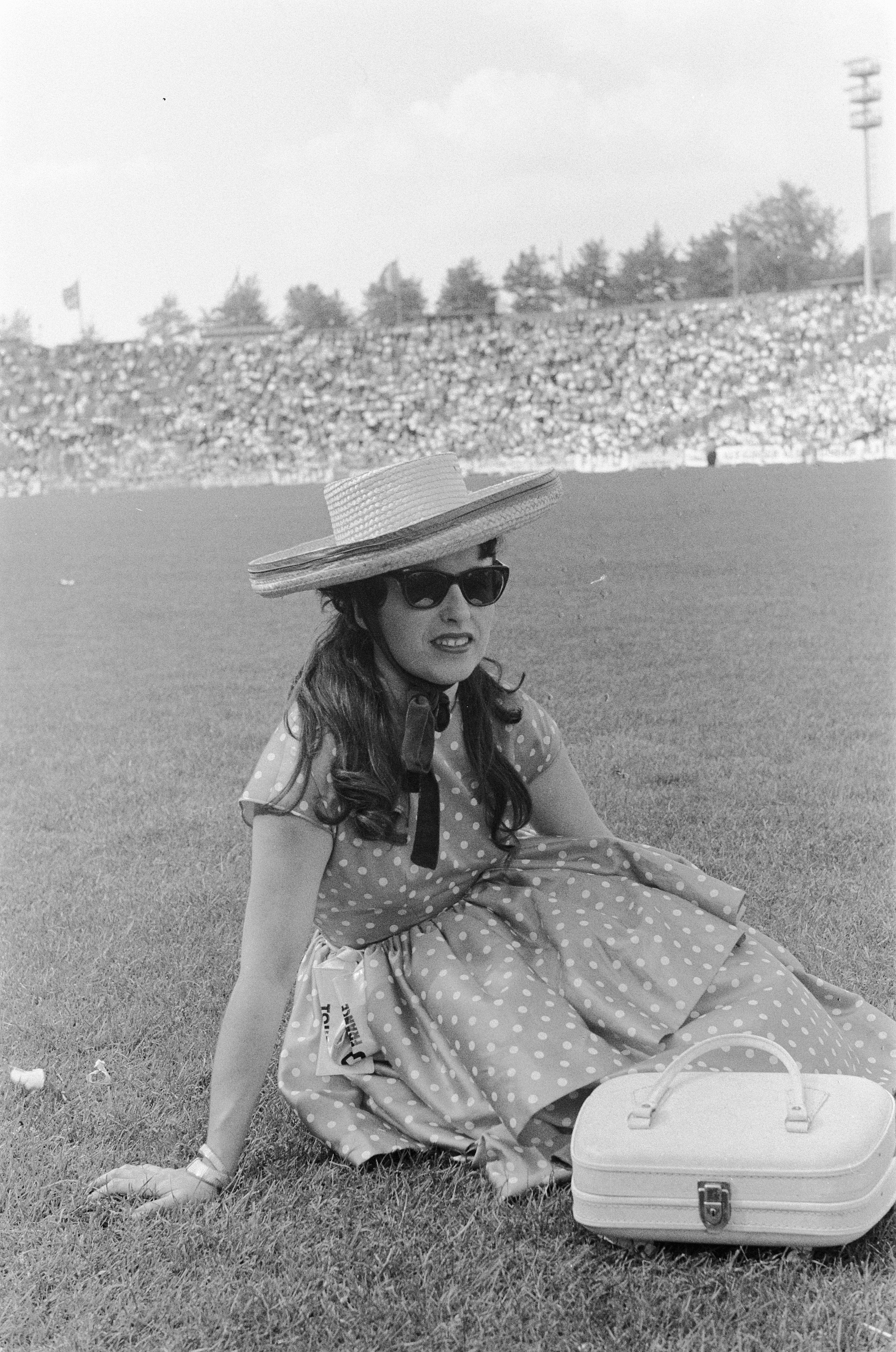
Yvette Horner (1960)

Yvette Horner (* 22. September 1922 in Tarbes; † 11. Juni 2018 in Courbevoie) war eine französische Akkordeonistin.

## Leben
Horner besuchte das Konservatorium ihrer Heimatstadt und später das Konservatorium von Toulouse, wo sie elfjährig den ersten Preis im Fach Klavier gewann. In Paris setzte sie ihre Ausbildung bei Robert Bréard fort.
1948 gewann sie einen Grand Prix du Disque. Große Bekanntheit erlangte sie, indem sie von 1952 bis 1963 bei der Tour de France auf einem Sponsorenfahrzeug mitfuhr und bei den Siegerehrungen aufspielte.
Zum 200. Jahrestag des Sturms auf die Bastille trat Horner 1989 mit dem Orchestre National de Jazz unter Leitung von Quincy Jones auf. 1997 gab sie im Palais des congrès de Paris ein Konzert mit Marcel Azzola und dem Orchestre Philharmonique Européen unter Leitung von Hugues Reiner. Von 1998 bis 2000 wirkte sie an Maurice Béjarts Ballettproduktion Casse-noisette mit, die in Turin und Lausanne (1998), Paris und Châtelet (1999) sowie in Lyon (2000) aufgeführt wurde.
Beim Sons d’hiver 2001 trat sie mit der Freejazz-Gruppe Campagnie des Musiques à Ouïr und dem Rockmusiker Jac Berrocal auf. 2002 nahm sie mit einem klassischen Repertoire an einer Hommage an den Pianisten Alexis Weissenberg in der Salle Gaveau teil. Im gleichen Jahr wurde sie als Offizier der Ehrenlegion und Kommandeur des Ordre national du Mérite ausgezeichnet.
2005 erschien ihre Autobiographie Le biscuit dans la poche, im Folgejahr drehte der kanadische Filmemacher Damian Pettigrew einen Dokumentarfilm über sie.

## Diskographie
- Reine de Musette, 1994
- Dansez Maintenant, 1998
- Perles D'Accordeon, 2000
- Reve d'Accordeoniste, 2006
- Princesse Accordeon, 2007
- Tonnerre de Musette, 2008